# Смирнов, Николай Васильевич (полковник)
Николай Васильевич Смирнов (6 декабря 1897 года, д. Борзынино, Костромская губерния, Российская империя — умер после 1946 года, СССР) — советский военачальник, полковник (04.11.1939).

## Биография
Родился 6 декабря 1897 года в деревне Борзынино, ныне несуществующая деревня располагавшееся на территории нынешнего Чухломского сельского поселения Чухломского района Костромской области. Русский.

#### Первая мировая война и революция
15 мая 1916 года мобилизован на военную службу и зачислен в 172-й запасной пехотный полк в городе Вельмондстранд (Финляндия). С июля 1916 года по февраль 1917	года прошёл подготовку в учебно-пулеметной команде при 19-й запасной стрелковой бригаде в Петрограде, после чего проходил службу унтер-офицером и начальником пулемета в 27-м пехотном Переяславском полку 70-й пехотной дивизии. Воевал с ним на Северо-Западном фронте под Двинском. С сентября 1917 года там же был взводным унтер-офицером в 24-м военном дорожном отряде. В марте 1918 года демобилизован старшим унтер-офицером. Вернулся на родину в д. Борзынино. В августе устроился работать подмастерьем в сапожную мастерскую Крюкова в Петрограде.

#### Гражданская война
В  декабре 1918 года был мобилизован в РККА и назначен командиром ружейно-пулеметного транспорта Петроградского УРа. Участвовал с ним в боях против войск генерала Н. Н. Юденича. С сентября 1919	года по февраль 1920 года находился на военно-политических курсах при политотделе штаба Западного фронта в городе Смоленск, затем служил командиром пулеметного взвода и начальником пулеметной команды в 431-м стрелковом полку 48-й стрелковой дивизии. В его составе участвовал в боях с белолатышами и польскими легионерами в районах городов Остров, Дрисса и Полоцк. С июля 1920 года вместе с дивизией сражался с поляками при наступлении на Вильно, в боях в районах Кобрина, Несвижа, Волковысска, на реке Нарев и при отступлении на Барановичи. С сентября — начальник пулеметной команды 431-го и 142-го стрелковых полков против отрядов С. Н. Булак-Балаховича под Мозырем и Рогачевом, затем боролся с бандитизмом в Минской и Смоленской губерниях.

#### Межвоенные годы
После войны продолжал служить в 142-м стрелковом полку начальником пулеметной команды и командиром пулеметной роты. С июля по октябрь 1927 года находился на трехмесячных краткосрочных зенитно-пулеметных курсах при курсах «Выстрел». По возвращении в полк был назначен помощником командира батальона. С мая 1930 года командовал батальоном в 142-м стрелковом полку 48-й стрелковой дивизии и в 146-м стрелковом полку 49-й стрелковой дивизии, с сентября 1934 года был врид начальника штаба 146-го стрелкового полка. В марте 1935 года назначен командиром отдельного разведывательного батальона Московской пролетарской стрелковой дивизии в Москве, с июня 1938 года — начальником 2-й (разведывательной) части штаба дивизии. В августе 1939 года майор Смирнов вступил в командование 356-м стрелковым полком 1-й Московской стрелковой дивизии. С февраля 1940 года занимал должность начальника Павло-Бобковских КУКС запаса МВО, а с октября — старшего помощника инспектора пехоты МВО.

#### Великая Отечественная война
С началом  войны полковник  Смирнов в августе 1941 года был назначен командиром 33-й запасной стрелковой бригады МВО. В период с 10 сентября по 7 октября он командовал отдельным особым стрелковым полком на калининском направлении Западного фронта. Командуя запасной бригадой, проделал большую работу по подготовке маршевого пополнения для войск фронтов. В августе 1942 года переведен на должность командира 2-й учебной бригады. Указом ПВС СССР от 13 ноября 1943 года за подготовку резервов он был награжден орденом Красной Звезды. С июня по декабрь 1943 года находился на учебе в Высшей военной академии им. К. Е. Ворошилова, по окончании которой был откомандирован в распоряжение Военного совета Белорусского фронта.
21 декабря 1943 года допущен к командованию 137-й стрелковой дивизией 48-й армии, с возвращением из госпиталя прежнего командира дивизии, с 21 января 1944 года вновь зачислен в резерв фронта. С 9 февраля командовал 354-й стрелковой Калинковичской дивизией 65-й армии. В апреле — мае полковник Смирнов находился на лечении по болезни в госпитале. По выздоровлении в июле направлен в распоряжение Военного совета 1-го Белорусского фронта и с 21 августа  после гибели в бою  командира дивизии Я. Г. Цвинтарного допущен к командованию 132-й стрелковой Бахмачской дважды Краснознаменной ордена Суворова 2-й ст. дивизией, которая в составе 47-й армии вела наступление на варшавском направлении. К 15 сентября ее части достигли Варшавы и перешли к обороне. 18 октября 1944 года за не выполнение боевой задачи  Смирнов был снят с должности и в декабре переведен заместителем командира 312-й стрелковой Смоленской Краснознаменной дивизии. Однако в должность не вступил, а в начале февраля 1945 года был назначен военным комендантом города Познань.

#### Послевоенное время
После войны в прежней должности. В октябре 1945 года  переведен военным комендантом города и района Бернау СВАГ, с декабря исполнял должность заместителя начальника Управления комендантской службы округа Лейпциг. 12 сентября 1946 года полковник  Смирнов уволен в запас.

## Награды
- орден Ленина (21.02.1945)[5][6]
- орден Красного Знамени (03.11.1944)[6][7]
- орден Красной Звезды (12.11.1943)[8]
  - медали в том числе:
  - «XX лет Рабоче-Крестьянской Красной Армии» (1938)[8].
  - «За победу над Германией в Великой Отечественной войне 1941—1945 гг.» (1945)